# João Afonso (Bildhauer)
João Afonso (bl. 1433–1440) war ein portugiesischer Bildhauer.

## Leben und Werk
Er wurde wahrscheinlich in den Werkstätten des Mosteiro da Batalha ausgebildet, wo er die Tradition von Coimbra aufgriff und einer der führenden Bildhauer seiner Zeit wurde.

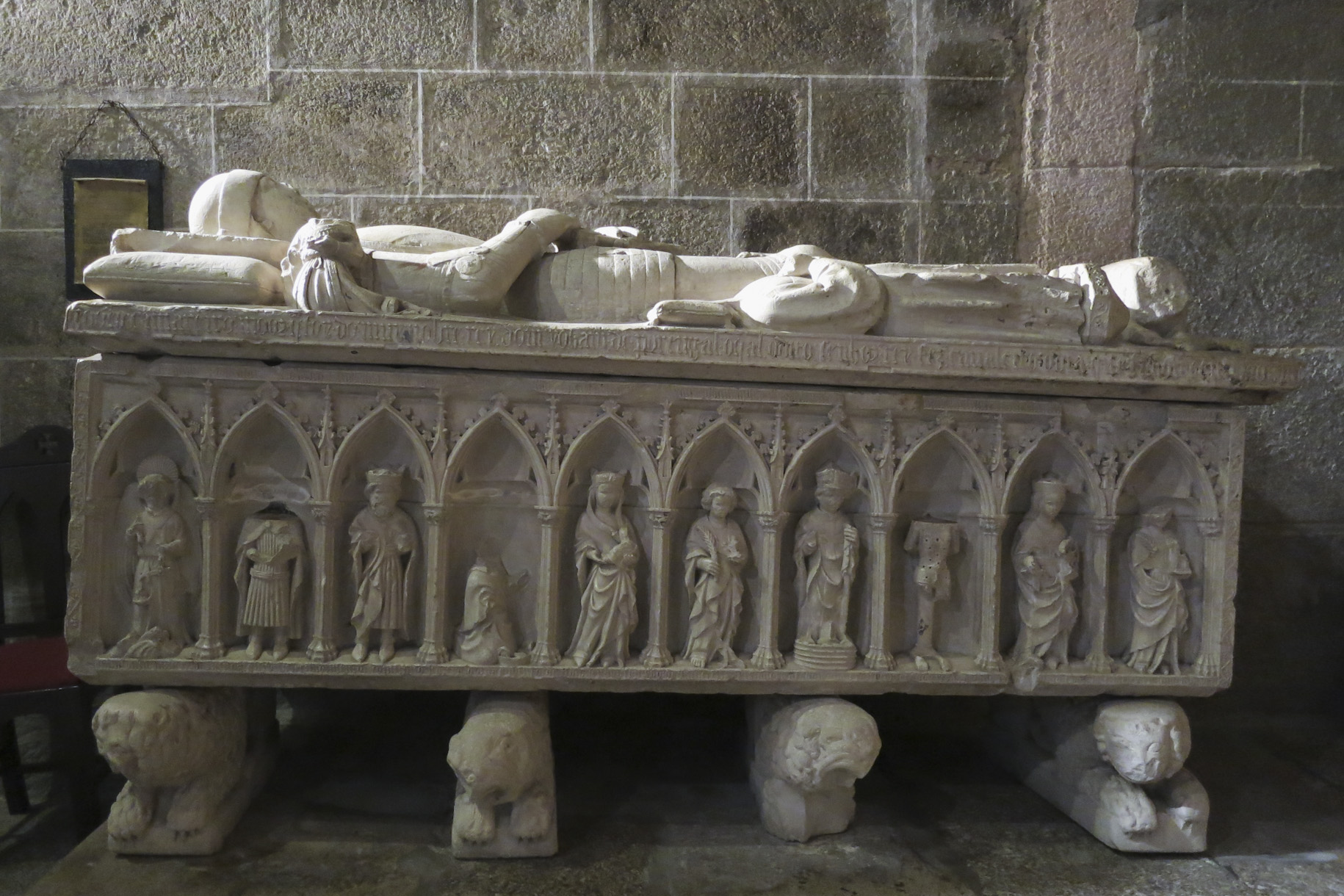
Túmulo de Fernão Gomes de Góis in der Kirche von Oliveira do Conde

In den Jahren 1439 und 1440 arbeitete er am Grab von Fernão de Góis in der Kirche von Oliveira do Conde, wo eine gotische Inschrift besagt, dass die Arbeiten in 12 Monaten von João Afonso, mestre de Sinos, ausgeführt wurden. Das Grabmal steht in der Tradition von Mestre Pêro aus dem 14. Jahrhundert. Es hat eine etwas archaische Struktur, bestehend aus einem von Löwen getragenen Kasten mit einer liegenden Figur auf dem Deckel und Figuren in Ädikulä an den Seiten. Die Bearbeitung ist filigraner als bei den meisten Schnitzereien dieser Zeit: die Bögen und Säulen sind schlank und elegant, während die Figuren mit ihren lebhaften Posen und würdevoll arrangierter Draperie gut modelliert sind und individuellen Charakter zeigen.
Ähnliche Merkmale finden sich in den heiteren Engeln, die den Kelch im Corpus-Domini-Retabel (1433; Museu Nacional de Machado de Castro in Coimbra) tragen, wahrscheinlich von derselben Hand ausgeführt. Viele andere Werke mit ähnlichen Merkmalen werden seiner Werkstatt zugeschrieben, wenn auch ohne dokumentarischen Nachweis. Zahlreiche Bildnisse der Jungfrau Maria mit Kind gelten als Werke Alfonso’s, darunter die von Tentúgal und Tábua. Weiterhin werden ihm zwei Figuren des Heiligen Michael (Coimbra, Mus. N. Machado de Castro) und verschiedene Figuren aus der Sammlung Vilhena (Lissabon, Museu Nacional de Arte Antiga) zugerechnet.
Sollten diese Zuschreibungen zutreffen, war Afonso der erste portugiesische Künstler, der die bildhauerische Tradition von Coimbra mit der des Ateliers von Mestre Pêro und dem Kloster Batalha verband. Seinerseits gründete er eine Schule, aus der der bedeutende Bildhauer Diogo Pires der Ältere hervorging.

## Galerie

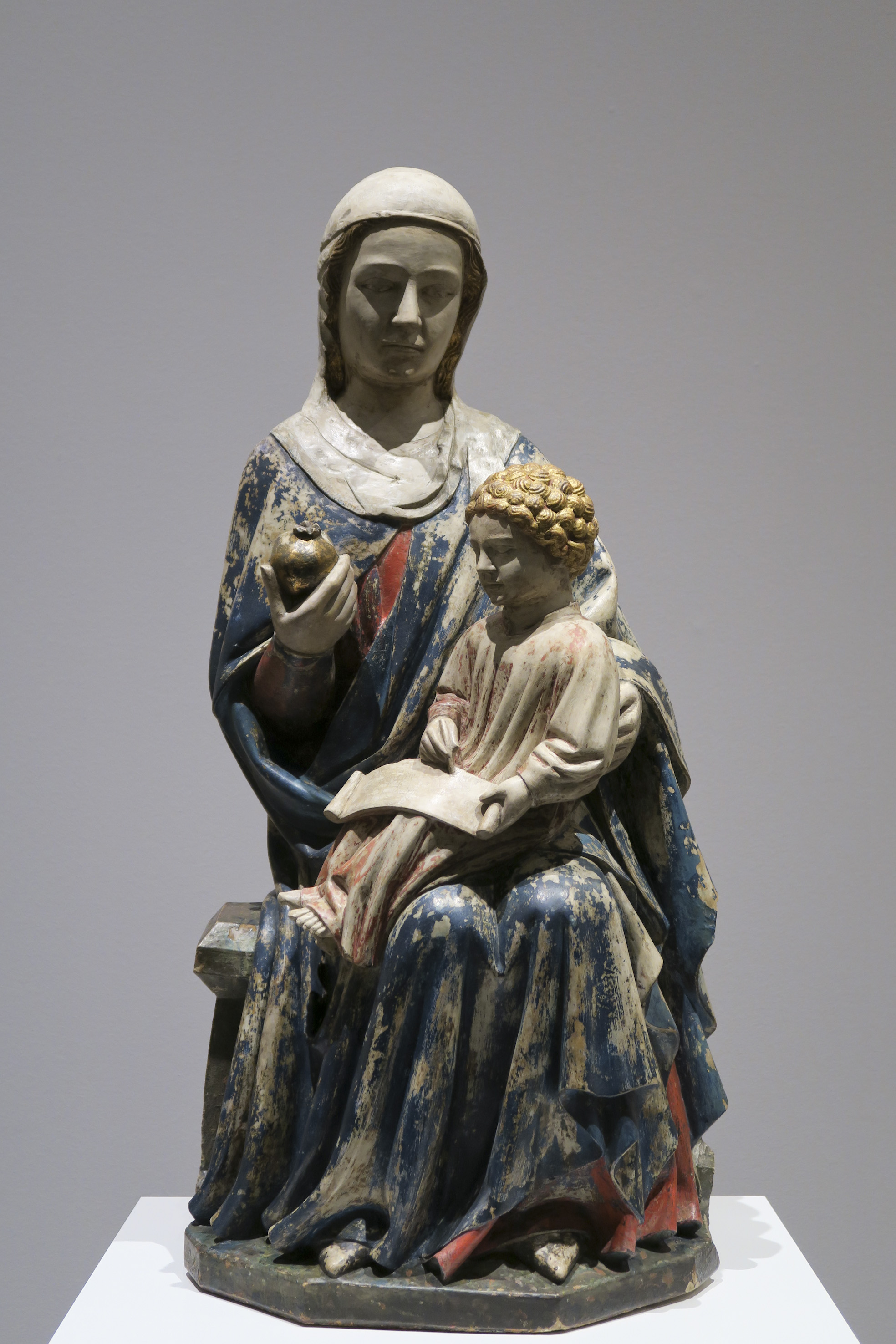
Virgem com o Menino, MNAA
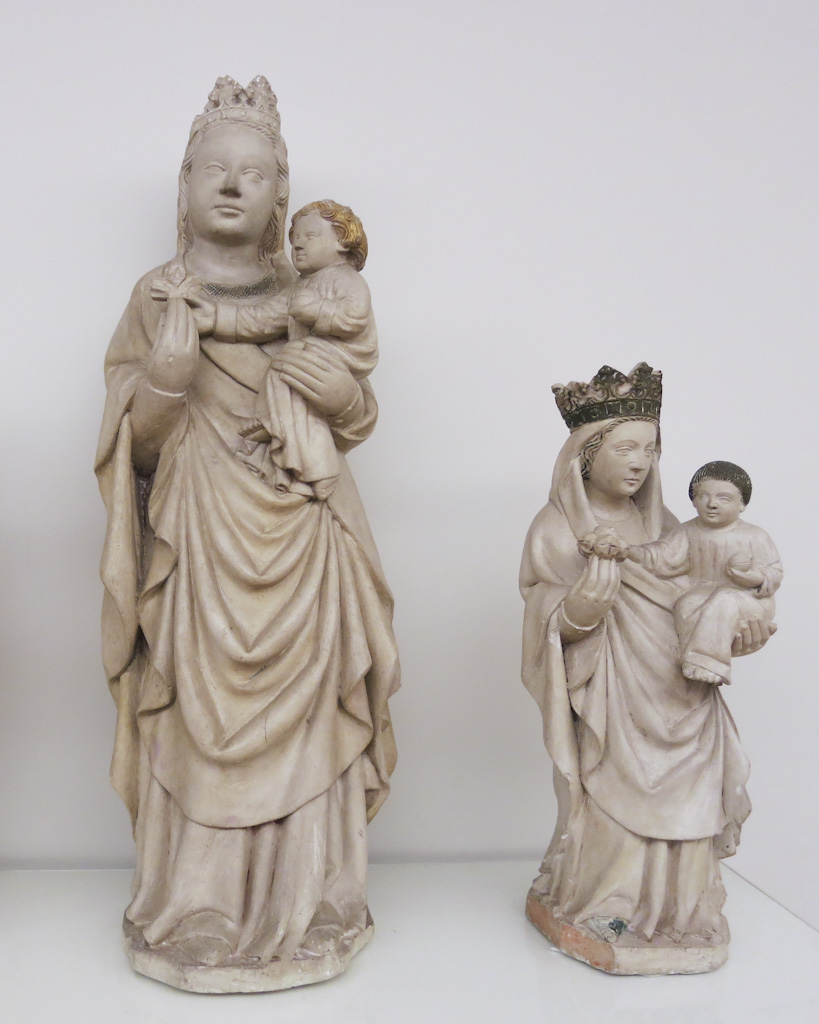
Nossa Senhora com o Menino, Museu Grão Vasco
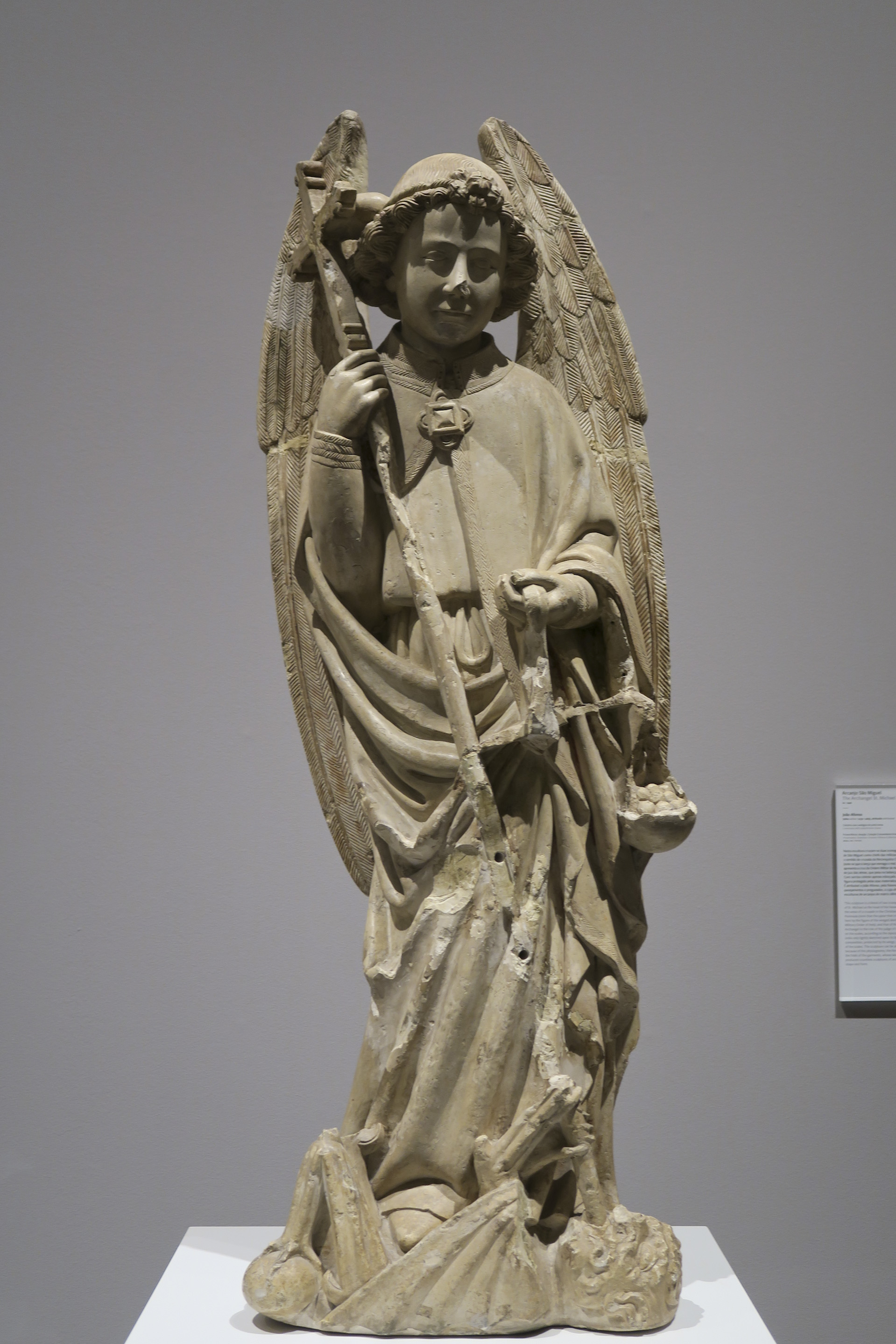
Arcanjo São Miguel, MNAA
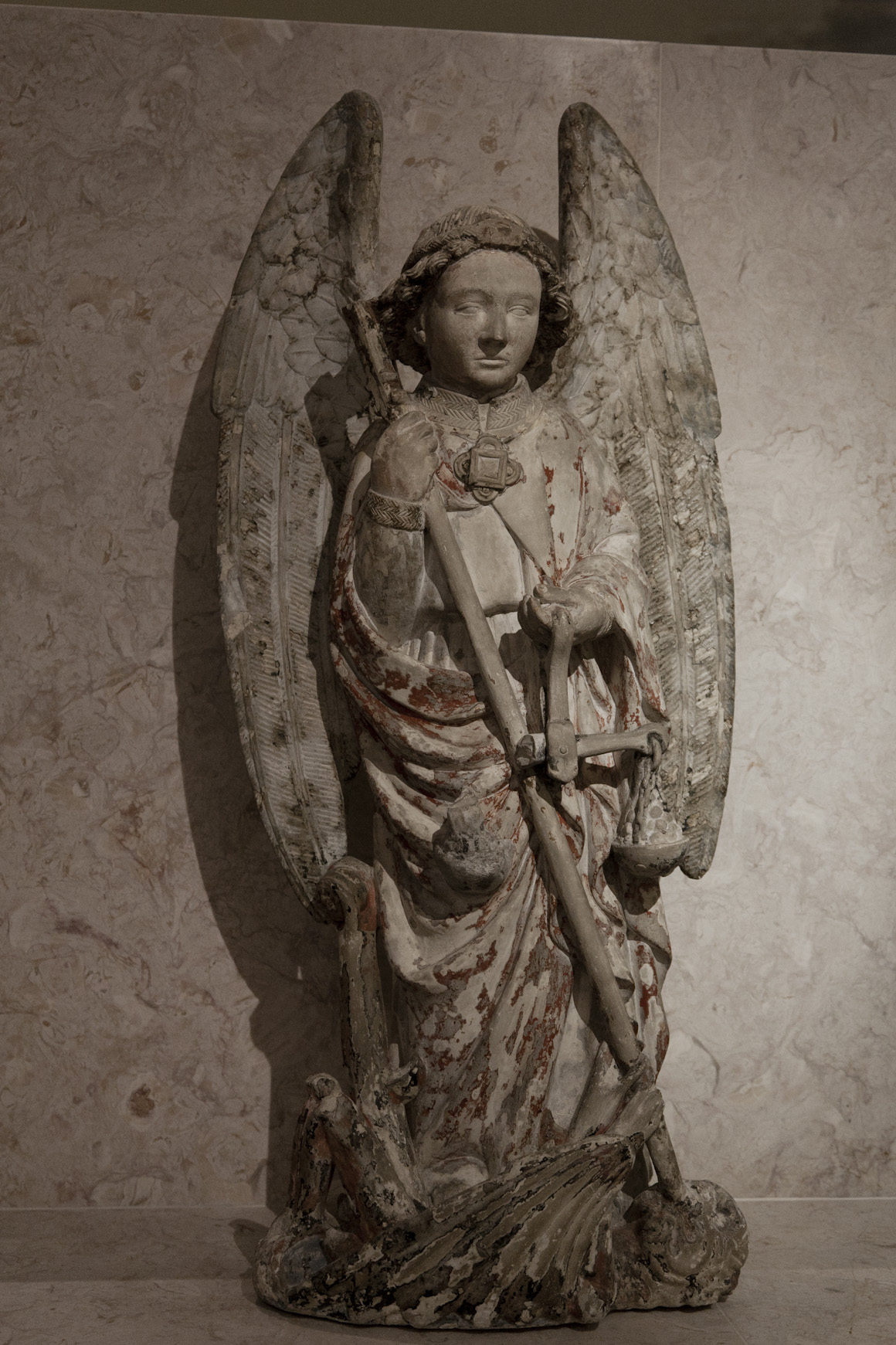
São Miguel, MNMC
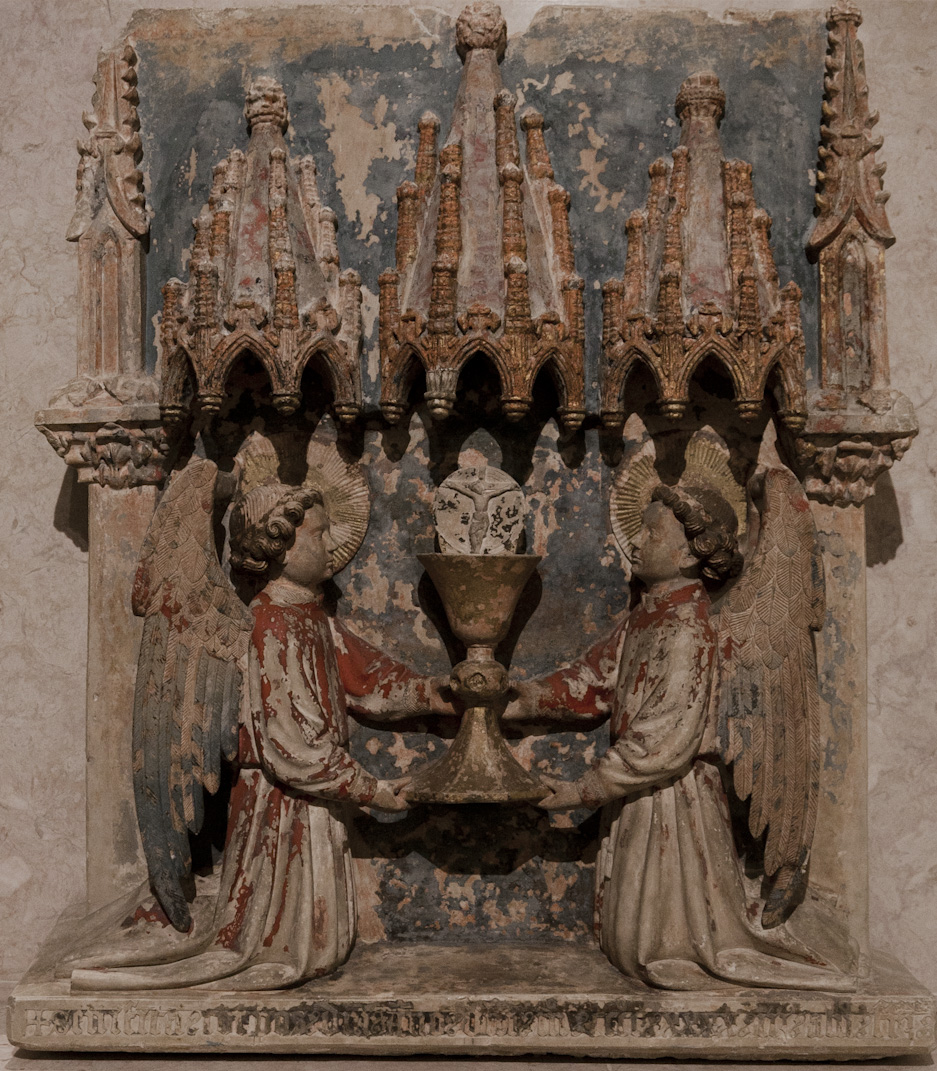
Retábulo do Corpo de Deus, MNMC